# Peugeot Oxia
Peugeot Oxia Concept est un prototype de coupé de grand tourisme créé par le constructeur français Peugeot en 1988 et conçu dans le centre de recherche La Garenne. Il est présenté au Mondial de l'Automobile de Paris en 1988. Seules 2 voitures capables d'atteindre 350 km/h ont été produites. C'est la voiture la plus puissante jamais fabriquée a plusieurs exemplaires par Peugeot.

## Conception
La voiture est équipée d'un moteur V6 PRV (Peugeot-Renault-Volvo) à 24 soupapes de 2,85 litres, à l'aide de biturbo capables de délivrer 680cv, équipés d'une transmission manuelle de 6 vitesses et 4 roues motrices qui l'ont fait passer à 350 km/h entre les mains du pilote Jean-Philippe Vittecocq, de Michelin, mais la vitesse maximale déclarée par Peugeot est de 300 km/h. Elle a un corps en kevlar et fibre de carbone avec un châssis en aluminium extrudé avec un spoiler réglable à l'arrière qui s'adapte à la vitesse, avec son intérieur moderne équipé de téléphone, ordinateur de bord, 18 cellules photovoltaïques en bas du pare-brise pour que la climatisation continue de fonctionner quand la voiture est arrêtée, sièges réglables électriquement et radio avec entrée pour CD.
- Ses pneumatiques sont des Michelin 235/45 ZR17 à l'avant et 285/40 ZR17 à l'arrière.
- Jantes en magnésium d'occasion.
- Il est équipé d'un embrayage hydraulique à double disques, équipé de 2 freins automatiques à commande électronique.
- Chaque cylindre avait 2 injecteurs électromagnétiques.
- Sa suspension est par triangles superposés à ressorts hélicoïdaux.
- Son moteur est monté au centre.
- Le nom Oxia vient d'une région de Mars appelée Oxia Palus.

## Citations

### Créateur de modèles
"l'essence même du rêveur qui est cachée au plus profond du cœur de l'homme moderne"

### Peugeot
"tout le monde aimerait le posséder, mais personne ne le peut"